# Кирк, Харви
Харви Кирк (англ. Harvey Kirck, 14 октября 1928 — 18 февраля 2002) — канадский ведущий новостей. Кирк родился в Уно-Парке, недалеко от Нью-Лискерда, Онтарио, и переехал с семьёй в Торонто в 1943 году.

## Карьера на радио
Его карьера началась на радио CJIC в Су-Сент-Мари в 1948 году, затем в 1940-х и 1950-х годах он работал на CKBB в Барри, Онтарио, CKXL в Калгари, Альберта, а также на CKEY и CHUM в Торонто. 

## Карьера на телевидении
В 1960 году он присоединился к CHCH в Гамильтоне, а в 1963 году перешёл на CTV. В 1963 году он присоединился к CTV National News в качестве соведущего, заменив Бадена Лэнгтона, который перешёл на ABC News. Первоначально он был соведущим вместе с Питером Дженнингсом и Эбом Дугласом, но когда Дженнингс последовал за Лэнгтоном в ABC, Кирк стал единственным ведущим, а Дуглас делал вставки из Оттавы. В 1976 году к Кирку присоединился Ллойд Робертсон, и они сформировали команду ведущих, которая просуществовала до ухода Кирка из вещания в 1984 году. С 1984 по 1987 год он был ведущим на канале W5. С середины 1980-х до начала 1990-х годов он также вёл программу «Зарисовки нашего города».
Кирк был одним из старейших журналистов Северной Америки и был включён в Зал славы Канадской ассоциации вещателей в 2000 году. Два года спустя он умер от застойной сердечной недостаточности в возрасте 73 лет.

## Личная жизнь
Кирк был женат трижды (Мэгги с 1947, Рената с 1962 года) и оставил после себя жену Бренду (брак с 1983) и троих детей.